# Palazzo delle Clarisse
Il Palazzo delle Clarisse è un palazzo seicentesco situato nel centro storico di Amantea, cittadina in provincia di Cosenza.

## Storia
Il palazzo fu costruito agli inizi del Seicento come sede del Convento delle Clarisse e tale restò fino al 1806, quando i francesi, a seguito dell'assedio di Amantea, lo confiscarono assieme ad altri beni ecclesiastici e successivamente lo rivendettero al Marchese de Luca di Lizzano che ne fece la sua residenza nobiliare.
I Marchesi De Luca vissero nel palazzo fino al 1977.
Successivamente a un periodo di abbandono e grave degrado, il palazzo fu acquistato e restaurato dall'attuale proprietario, il prof. Fausto Perri.
Il Palazzo delle Clarisse ospita attualmente attività culturali e commerciali. Tra le altre cose è sede dell'Accademia degli Arrischiati, del Museo della Copia d'Autore e di un ristorante.